# La Chapelle-Yvon
La Chapelle-Yvon település Franciaországban, Calvados megyében. Lakosainak száma 550 fő (2018. január 1.). La Chapelle-Yvon Courtonne-les-Deux-Églises, Saint-Julien-de-Mailloc, Saint-Martin-de-Bienfaite-la-Cressonnière, Saint-Pierre-de-Mailloc, Tordouet és Saint-Germain-la-Campagne községekkel határos.

## Népesség
A település népességének változása:
| Lakosok száma | 448  | 440  | 437  | 525  | 499  | 508  | 534  | 535  | 549  | 550  |
|               | 1962 | 1968 | 1982 | 1990 | 1999 | 2008 | 2011 | 2013 | 2017 | 2018 |